# 星野秀知
星野 秀知（ほしの ひでとも、1990年9月29日 - ）は、日本の元男子バレーボール選手である。

## 来歴
東京都世田谷区出身。小学2年生の頃、友人の父に誘われたのがきっかけでバレーボールを始める。
中学はサレジオ中学校に進学し、2005年度、全国優勝を果たした。
高校は東亜学園高等学校に進学し、春高では、2007年、2008年に連覇を達成した。
高卒後、東海大学に進学し、2009年、2011年に全日本インカレで優勝した。
2013年、V・プレミアリーグ（当時のVリーグ1部）の東レアローズに入団した。また、同年、日本代表登録メンバーに選出された。
2016年にも日本代表に選出され、ワールドリーグに出場した。
2016/17シーズン、V・プレミアリーグでのチームの優勝に貢献した。2017/18シーズンから4シーズン、チームのキャプテンを務めた。
30代に入ると、チームの若手優先の方針により、リザーブになることが多くなる。引退して家族のために社業に専念することも意識するようになったが、バレーボールのようなワクワク感がなく、戸惑いを感じていたところ、妻から移籍を提案され、移籍を決断した。
2022年、移籍希望により2021-22シーズン終了後に東レアローズを退団した。退団後はオファーが来るのを待つ日々を過ごした。チーム譲渡により新たに誕生したプロクラブ・東京グレートベアーズからオファーがあり、そこに移籍した。
2022年10月22日、V1男子開幕戦のパナソニックパンサーズ戦（パナソニックアリーナ）でVリーグ通算230試合出場を果たした。それにより、V1男子ファイナル終了後、Vリーグ栄誉賞を受賞した。
2025年3月、2024-25シーズン限りでの現役引退が発表された。5月9日に引退選手として公示。

## 球歴
- 日本代表 - 2013年、2016年
  - ワールドリーグ - 2016年

## 所属チーム
- サレジオ中学校（2003-2006年）
- 東亜学園高等学校（2006-2009年）
- 東海大学 （2009-2013年）
- 東レアローズ（2013-2022年）
- 東京グレートベアーズ（2022-2025年）

## 受賞歴
- 2023年 - 2022-23 V.LEAGUE DIVISION1 MEN Vリーグ栄誉賞